# Amàlia de Dohna-Carwinden
Amàlia de Dohna-Carwinden (en alemany Amalie Louise von Dohna-Carwinden) va néixer a Estocolm (Suècia) el 28 de juliol de 1661 i va morir a Kaliningrad el 2 d'abril de 1724. Era filla de Cristòfol de Dohna-Carwinden (1628-1668) i d'Anna Oxenstierna de Korsholm-Och-Wassa (1620-1690).

## Matrimoni i fills
El 10 de setembre de 1684 es va casar amb Alexandre de Dohna-Schlobitten (1661-1728), fill de Frederic de Dohna (1621-1688) i de la princesa Esperança de Puy Montbrun-Ferrassierres (1638-1690). El matrimoni va tenir quinze fills:
- Esperança Anna, nascuda i morta el 1685.
- Amàlia (1686-1757), casada amb Otto von Magnus Dónhof.
- Lluïsa Carlota (1688-1736), casada amb el comte Frederic Guillem de Wied (1684-1737).
- Soia Elionor (1688-1689)
- Carles Enric (1689-1690)
- Cristina Carlota (1691-1696)
- Alexandre (1692-1693)
- Úrsula Anna (1693-1737)
- Frederic (1695-1705)
- Carles Guillem (1696-1697)
- Sofia Guillemina (1697-1754)
- Albert Cristòfol (1698-1752), casat amb la duquessa Sofia Enriqueta de Schleswig-Holstein-Sonderburg-Beck (1698-1768).
- Joana Carlota (1699-1726)
- Alexandre Emili (1704-1745)
- Elisabet Cristina (1702-1703)